# 石川啄木記念館
石川啄木記念館（いしかわたくぼくきねんかん）は岩手県盛岡市渋民にある文学館。近代を代表する歌人石川啄木の顕彰施設として1970年に開館した。敷地内には本館のほか、啄木縁の旧斉藤家住宅、旧渋民尋常小学校が移築され、当館の施設として公開されている 。

## 概要
1969年、全国の啄木愛好者、岩手県民からの寄付金が集まり記念館の建設が決定。記念館の建設は、大正以来の教え子らの念願でもあった。建設地は啄木が好んだ岩手山、姫神山が見渡せる盛岡市の小高い丘が選定された。
1986年に啄木の生誕100年を期して現在の新館が竣工した。
2023年から玉山歴史民俗資料館と複合化して改築し、啄木の命日の日付にあわせた2025年4月13日にリニューアルオープンした。4月26日に開駅した道の駅もりおか渋民からは、遊歩道を通してアクセスできる。

## 施設
- 本館 - 石川啄木生誕100年にあたる1986年に竣工した。
- 旧斉藤家(盛岡市指定文化財)
- 旧渋民尋常小学校(盛岡市指定文化財) [8]

## 利用情報
- 開館時間：9時 - 17時
- 休館日：月曜（月曜が休日の場合は次の平日），年末年始（12月29日 - 1月3日）

## ギャラリー

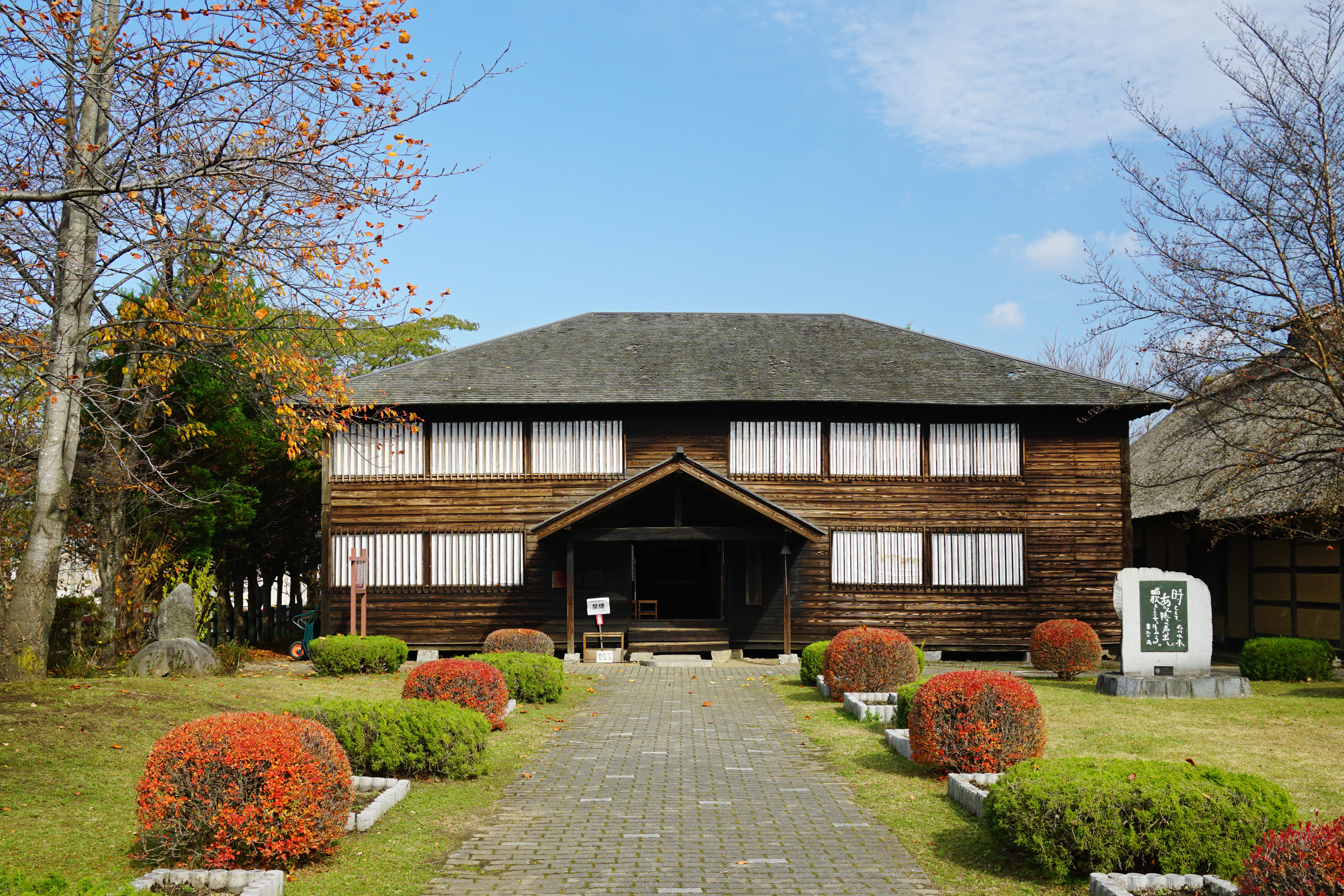
旧渋民尋常小学校
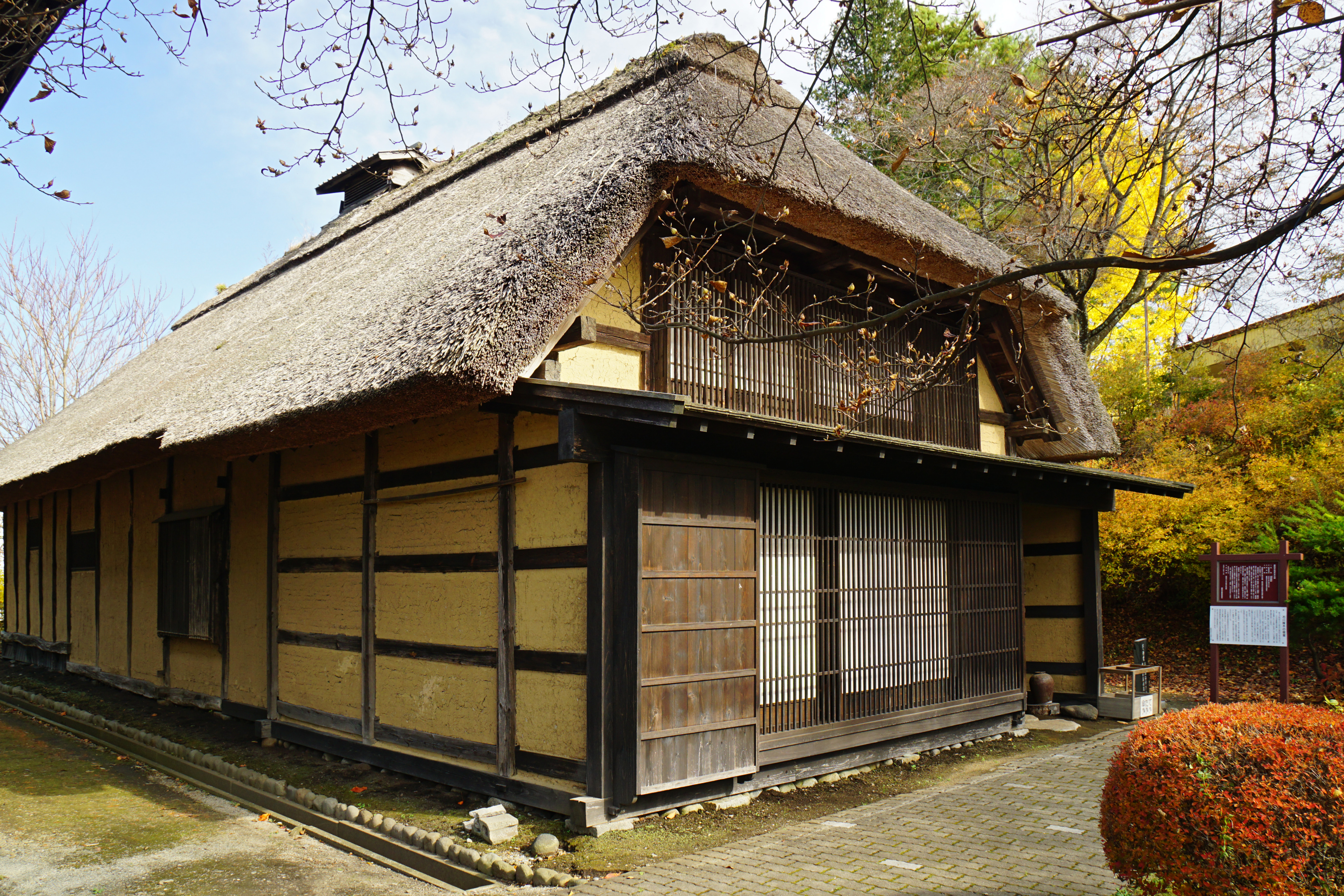
旧斉藤家住宅

## 周辺
- 宝徳寺 (盛岡市)（隣接）
- 盛岡市立渋民小学校
- 渋民公園 - 食堂・売店「啄木の駅」がある。